# Thurnia sphaerocephala
Thurnia sphaerocephala är en gräsväxtart som först beskrevs av Edward Rudge, och fick sitt nu gällande namn av Joseph Dalton Hooker. Thurnia sphaerocephala ingår i släktet Thurnia och familjen Thurniaceae. Inga underarter finns listade i Catalogue of Life.